# Open Network Computing Remote Procedure Call
Open Network Computing Remote Procedure Call (ONC RPC) は遠隔手続き呼出し (RPC) システムの一種。ONC RPC はサン・マイクロシステムズがNetwork File Systemの一部として開発したもので、Sun ONC あるいは Sun RPC とも呼ばれる（以下では単にONCと略記）。
ONCはUNIXとC言語の呼出規約に基づいている。XDRを使ってデータをシリアライズしたり、場合によってはアクセスすべきファイル上のデータのエンコード/デコードをしたりする。そして、ONCはXDRでまとめられた内容をUDPかTCPを使って送信する。あるマシン上のRPCサービスへのアクセスにはポートマッパーを使う。ポートマッパーはよく知られたポートでクエリを待ち受ける。一般にUDPやTCPの111番が使われる。
ONCはほとんどのUnix系システムに実装されている。マイクロソフトは Windows向けの実装をServices for UNIXで提供している。さらに、Windows向けのONC実装はいくつかのサードパーティーが提供しており、C言語、C++、Java、.NET向けの実装がある（外部リンク参照）。
ONC RPCはRFC 1831で記述されている。ONC RPCの認証機構はRFC 2695、RFC 2203、RFC 2623で記述されている。